# Delfín Benítez Cáceres
Delfín Benítez Cáceres (Asunción, 1910. szeptember 24. – Caracas, 2004. január 8.), paraguayi válogatott labdarúgó.
A paraguayi válogatott tagjaként részt vett az 1930-as világbajnokságon és az 1929-es Dél-amerikai bajnokságon.

## Sikerei, díjai
Boca Juniors
- Argentin bajnok (2): 1934, 1935

Racing Club
Az argentin bajnokság gólkirálya (1): 1940

## Külső hivatkozások
- Delfín Benítez Cáceres a FIFA.com honlapján Archiválva 2015. február 4-i dátummal a Wayback Machine-ben